# ICE 3
InterCityExpress 3 eller ICE 3 (Baureihe 403) er et elektrisk togsæt, der siden 2000 har indgået i Deutsche Bahns InterCityExpress system af højhastighedstog.
Toget er udviklet af Siemens og Bombardier. Foruden Tyskland kører toget i Belgien, Frankrig, Holland og Schweiz. De hollandske statsbaner ejer fire ICE 3 togsæt.[kilde mangler] ICE 3 har endvidere dannet grundlag for højhastighedstogsættet Siemens Velaro, der bl.a. kører i Spanien, Kina og Rusland.
Formålet med ICE 3 var at udvikle et hurtigere og lettere højhastighedstog end de første generationer af ICE-tog. I modsætning til de oprindelige ICE-tog er motorerne placeret under gulvet i stedet for lokomotiver i hver ende af togsættet. En sådan løsning kendes også fra DSB's IC3 og IC4-togsæt samt det nye franske AGV-tog.
ICE 3 er godkendt til hastigheder på op til 330 km/t, men toget har under testkørsel præsteret 368 km/t. Et ICE 3 togsæt består af 8 fast sammenkoblede vogne med plads til i alt 460 passagerer. Til sammenligning har to sammenkoblede IC4 togsæt plads til 406 passagerer.